# Giovanni Rezza
Giovanni Rezza (Roma, 6 maggio 1954) è un medico ed epidemiologo italiano.
Ex Direttore Generale della Prevenzione sanitaria presso il Ministero della Salute, è stato dirigente di ricerca dell'Istituto Superiore di Sanità. Attualmente è Professore Straordinario di Igiene e Sanità Pubblica presso l'università Vita-Salute San Raffaele di Milano. Relativamente al suo livello accademico e di rilevanza nel mondo scientifico, basandosi sull'H-index viene considerato tra i migliori ricercatori italiani.

## Biografia
Laureato in Medicina e Chirurgia presso l'Università di Roma La Sapienza nel 1978, si è specializzato in Igiene e Medicina Preventiva nel 1982, e in Malattie Infettive nel 1986.
Dal 1991 è stato Dirigente di Ricerca presso l'Istituto Superiore di Sanità di Roma, del quale è stato - a partire dal 2009 fino al maggio 2020 -Direttore del Dipartimento di Malattie Infettive, Parassitarie ed Immunomediate. A maggio 2020, in piena pandemia di Covid-19,  viene chiamato a svolgere il ruolo di Direttore Generale della Direzione della Prevenzione Sanitaria presso il Ministero della Salute. Durante il triennio, oltre a lavorare sul contrasto all'epidemia di Covid-10, si trova ad affrontare altre emergenze quali ad esempio quella dovuta al Mpox. 
Esperto di HIV ed infezioni emergenti, quali Chikungunya, West Nile, influenza, febbre emorragica Congo-Crimea e febbre Q, ha svolto indagini epidemiologiche in Italia e all'estero, dove ha lavorato per conto dell'Organizzazione Mondiale della Sanità, della Cooperazione Italiana e dell'Unione europea. Ha inoltre pianificato strategie vaccinali in corso di epidemie e gestito progetti di ricerca sull'AIDS e su altre malattie infettive.
Il 7 maggio 2023 scade il suo mandato triennale alla guida della Direzione Generale della Prevenzione sanitaria e termina la carriera nelle istituzioni pubbliche. A partire dal dicembre 2023 ricopre il ruolo di Professore Straordinario di Igiene e Sanità Pubblica presso l'Università Vita-Salute San Raffaele di Milano. 

## Pubblicazioni
È autore di oltre 500 articoli pubblicati su riviste scientifiche indicizzate in PubMed, fra le quali numerose di elevato impact factor (ad esempio AIDS, British Medical Journal, Journal of the American Medical Association, Lancet, The Journal of Infectious Diseases, Journal of the National Cancer Institute, Nature, Nature Medicine).
- Giovanni Rezza, Giuseppe Ippolito, AIDS. Un manuale per i medici italiani, Elsevier, 1987, ISBN 978-88-214-1785-6.
- Ping-Chung Leung, Eong-Eng Ooi, Sars. Manuale di informazione e autodifesa, Fazi editore, 2003, ISBN 88-8112-442-4. prefazione e aggiornamento scientifico di Giovanni Rezza.
- autori vari, Epidemiologia dell'AIDS in Italia, di Giovanni Rezza, in Aids 1998. Il contributo italiano, Piccin Nuova Libraria, 1998, ISBN 88-299-1452-5.
- Rezza G, Nicoletti L, Angelini R, Romi R, Finarelli AC, Panning M, Cordioli P, Fortuna C, Boros S, Magurano F, Silvi G, Angelini P, Dottori M, Ciufolini MG, Majori GC, Cassone A; CHIKV study group. Infection with chikungunya virus in Italy: an outbreak in a temperate region. Lancet, 2007 Dec 1;370(9602):1840-6.
- Rezza G; Epidemie - Origini ed Evoluzione. Carocci, 2010 (3ª edizione 2024).

## Onorificenze
Cittadino onorario di Roccasecca (FR)